# تون آرتس
تون آرتس (انگلیسی: Toon Aerts؛ زادهٔ ۱۹ اکتبر ۱۹۹۳) دوچرخه‌سوار اهل بلژیک است.
وی در مسابقات کشوری و بین‌المللی در مجموع برندهٔ ۱ مدال طلا، ۱ مدال برنز شده‌است.